# Vosholen (veenborg)
Vosholen was een veenborg in Kleinemeer onder Sappemeer in de huidige gemeente Midden-Groningen in de Nederlandse provincie Groningen. Het huis stond ten zuiden van het Kleinemeersterdiep. Het terrein lag direct ten westen van de huidige instelling voor verstandelijk gehandicapten Nieuw Woelwijck en ten zuidoosten van de wijk De Vosholen. Iets meer naar het oosten lag de veenborg Woelwijk en daarnaast staat nog steeds de veenborg Welgelegen.
De contouren van het terrein zijn nog zichtbaar. Over de oostgrens van het terrein is echter rond 2000 een fietspad aangelegd. Op de plek van de veenborg werd na de sloop rond 1880 een tuinmanswoning (De Vosholen 4) gebouwd.

## Gebouwen en tuinaanleg
Het gebouw leek op dat van Welgelegen, maar was kleiner. Aan oostzijde stond een grote schuur. Rond het landgoed liep een gracht en een boomsingel. Op het landgoed bevond zich direct achter het huis een omgracht perceel met bijbehorend gebouwtje. Verder naar achteren lag een langgerekte vijver. Daarachter lag een bos. Een eikenlaan liep langs de zuidzijde van het Kleinemeersterdiep in de richting van Welgelegen en een dubbele beukenlaan met kreupelhout eronder strekte zich naar het noorden uit aan de andere zijde van het Kleinemeersterdiep door de bijbehorende landerijen tot aan de Middenstraat in Sappemeer. Daar sloot deze aan op het nog bestaande Roomse laantje naar het 'herendiep'; het later gedempte Winschoterdiep ter plaatse van de Noorderstraat. De landerijen van Vosholen strekten zich naar het zuiden uit tot aan de voormalige verbindingsweg (nu bekend als een fietspad met de naam 'Boompjespad') tussen Borgercompagnie en Kalkwijk (haaks op de eveneens verdwenen Borgercompagniester Zwarteweg). Aan noordzijde lagen nog tien grazen land evenwijdig aan het Kleinemeersterdiep tot aan de Middenstraat.

## Geschiedenis
Het bouwjaar van de hofstede is onbekend. Oorspronkelijk bestond het huis uit een eenvoudige versie van Welgelegen met in het midden een topgevel en aan weerszijden een rand. Het huis werd rond 1660 bewoond door Hindrick Harmens Storck en volgens het Caartboek Sappemeer in 1691 door T(h)omas Altingh. Het geheel zou rond 1706 verbouwd zijn door Gerrit Blencke. Blencke was administrateur van de Groningse kamer van de WIC (hij groeide op in het West-Indisch Huis), gezworene van de stad Groningen en vaandrig van een burgerregiment en beschikte als zodanig over veel geld. Hij gaf het buiten de naam Vosholen. Op de kaart van 1721 is een uitbouw te zien achter de woning, die later weer gesloopt werd. In 1718 had Blencke het goed echter al weer verkocht voor 4750 carolusgulden aan de zeer rijke Amsterdamse koopman Rutger Claasz. Schellinger. Schellinger en zijn vrouw Maria van Laer waren doopsgezind en sterk betrokken bij de vrijzinnige collegianten. Ook maakten zij en vooral hun zoons Jacob en Cornelis Schellinger zich sterk voor het huisvesten van gevluchte Moravische broeders, die onder andere neerstreken in de omgeving van Groningen en Hoogezand, maar vooral verder doortrokken naar Amerika. In 1725 werd het huis weer doorverkocht aan Govert Gerlacius, die als ongehuwde de grote veenborg Vredenburg te Hoogezand van zijn overleden ouders verruilde voor dit kleinere onderkomen. Hij overleed vijf jaar later in 1730, waarna de veenborg pas 11 jaar later in 1741 werd doorverkocht aan de rijke katholieke bierbrouwer (kluin) en stad-Groninger Bernardus van der Veen. Hij maakte zich sterk voor de ontwikkeling van het katholicisme in de Veenkoloniën en dan met name in Kleinemeer waar eerder in 1710 al een schuilkerk annex pastorie was opgericht door pastoor Bartholomeus Gerardus Pese. Ook gebruikte Van der Veen Vosholen voor de opvang van verdrukte geloofsgenoten. Hij kocht veel land aan en verfraaide het landgoed met een bos, een aantal lanen en een aantal wandelpaden. Na zijn overlijden in 1788 verkochten zijn nazaten het goed in 1790 voor 6850  carolusguldens aan Scato van Iddekinge (1755-1829), secretaris van het gericht van Selwerd en gehuwd met Maria Jacoba Veltman (1763-1792). De van Iddekinge's hebben het goed tot 1898 in bezit gehad. Van Scato van Iddekinge ging Vosholen over op zijn zoon Assuerus Johan van Iddekinge en zijn vrouw Edzardina van Swinderen. Na hun dood, in respectievelijk 1851 en 1857, ging het huis over op hun enige dochter Maria Jacoba van Iddekinge, die in 1859 trouwde met predikant Frederik Zacharias Reneman en vervolgens met haar echtgenoot vertrok naar zijn standplaats Utrecht. Daarna verviel het huis tot een ruïne. In 1877 wordt 'den huize Vosholen' nog genoemd bij de verhuring van de landerijen, maar mogelijk was het toen al verdwenen. Op de plek van de veenborg werd rond 1880 een tuinmanswoning gebouwd voor de beheerder van het landgoed, Arend Schuilenburg. Naar hem werd het bos op het landgoed ook wel 'Schuilenburgs bosch' genoemd. Hij verleende bezoekers soms toestemming om door het bos te lopen. Reneman legateerde bij zijn dood in 1898 het landgoed samen met de bijbehorende 45 hectare grond aan een blindeninstituut in Amsterdam, waarna ook Schuiling zijn huis verkocht. Het instituut liet in 1901 alle bomen kappen waarmee ook het bos verdween. In 1918 werd het terrein in delen verkocht, waarna ook de vijvers en grachten werden gedempt en zo het restant van het landgoed verdween.

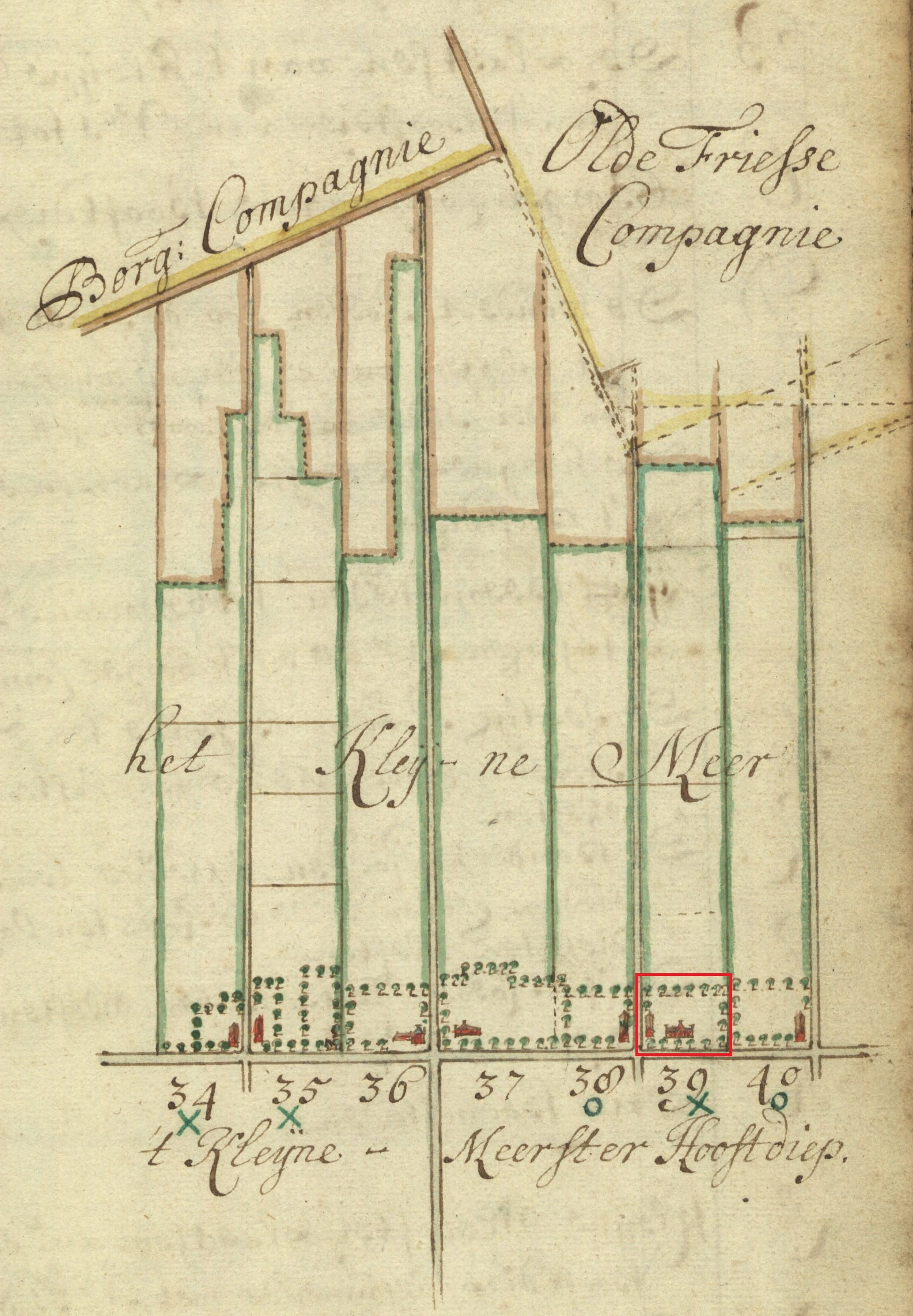
Fragment van een kaart van Jannes Tideman uit 1691 met rood omkaderd het perceel met Vosholen.
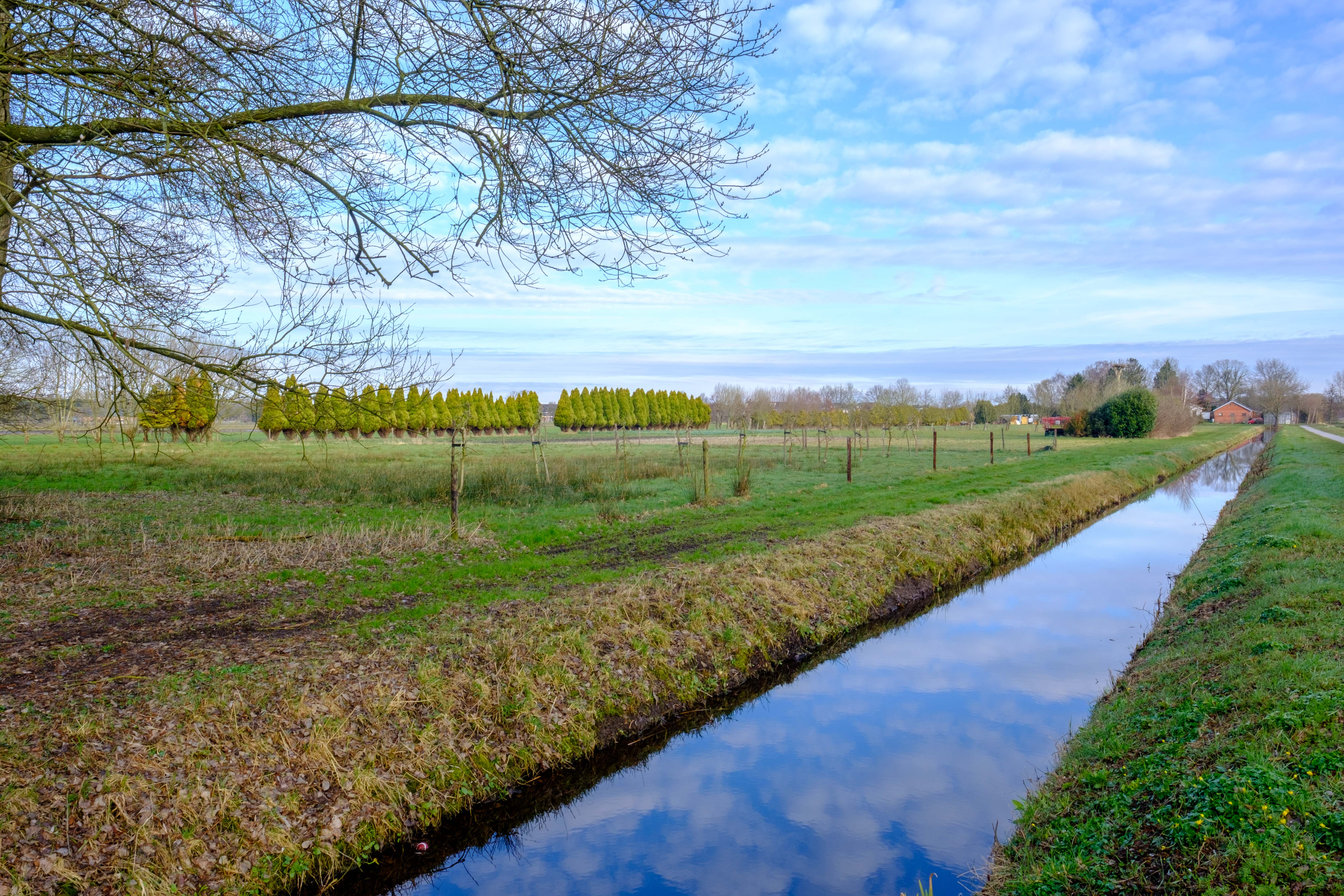
Het terrein van de vroegere veenborg is tegenwoordig een kwekerij (2021)
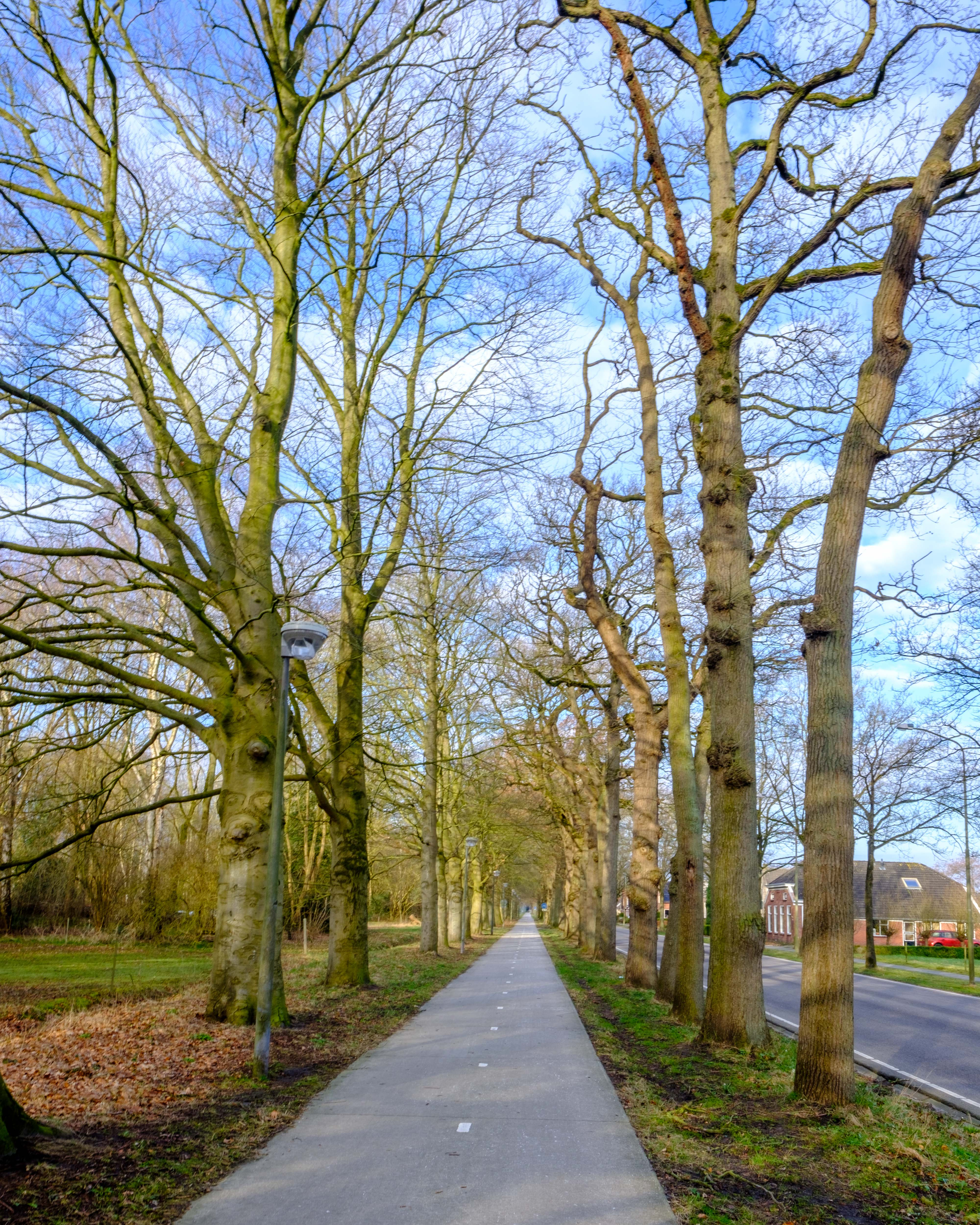
Fietspad langs de weg Vosholen: hierlangs liep de laan tussen Vosholen en Welgelegen
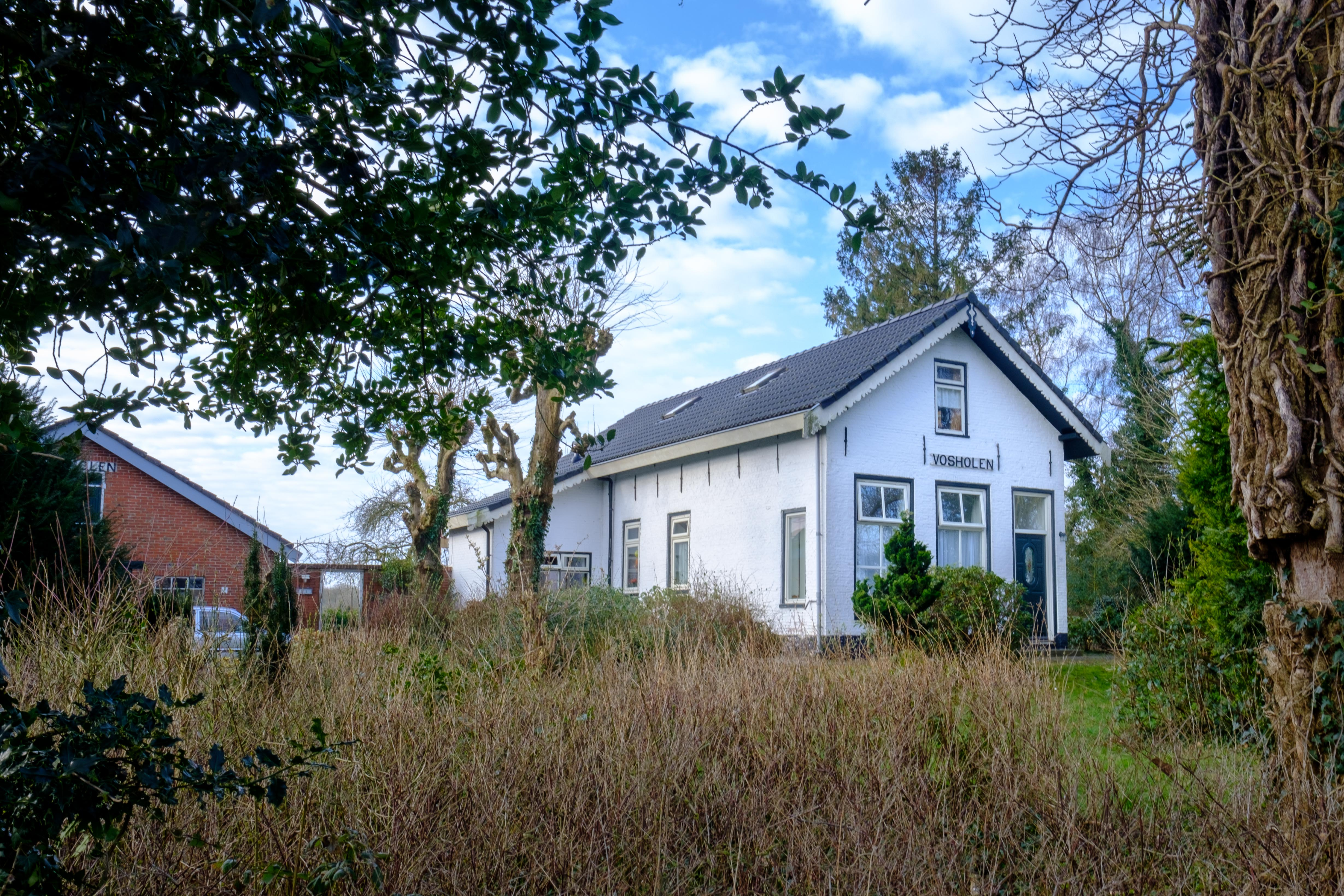
De tuinmanswoning uit ongeveer 1880